# Peltandra sagittifolia
Peltandra sagittifolia là một loài thực vật có hoa trong họ Ráy (Araceae). Loài này được (Michx.) Morong mô tả khoa học đầu tiên năm 1894.